# 髙梨誠之
髙梨 誠之（たかなし せいじ、1989年5月19日 - ）は、日本の経済学者。専門はゲーム理論。京都大学講師。

## 来歴
1989年宮城県仙台市生まれ。高校卒業後は京都大学理学部に進学、学部時代は数学教室に在籍していた。
理学部在学中、後の指導教官である恩師の関口格先生の下へ、頻繁に質問をしにいくことにより経済学への関心を高める。
京都大学理学部を卒業後は、同大学経済学研究科に進学し、2018年同大学より経済学博士を取得した。
博士号取得後は、九州大学大学院システム情報科学研究院、横尾真研究室でのポスドクを経て、2019年より、現在の京都大学経済学研究科講師となる。